# Fredrik Jensen (SS-Mitglied)
Fredrik Jensen (* 25. März 1921 in Christiania, Norwegen; † 31. Juli 2011 in Ystad, Schweden) war ein norwegischer Kollaborateur, Obersturmführer der Waffen-SS. Er diente in den Verbänden „Der Führer“, „Das Reich“ und „Wiking“.

## Leben
Nach der deutschen Besetzung Norwegens trat Jensen im August 1940 der Nasjonal Samling von Vidkun Quisling bei. Er begann in Deutschland Politik zu studieren, trat aber zum 4. April 1941 freiwillig der Waffen-SS bei (SS-Nummer 456.051). Er wurde an der Ostfront eingesetzt und gelangte als einfacher Soldat des SS-Panzergrenadier-Regiment 4 „Der Führer“ bis kurz vor Moskau, wo er verwundet wurde. Später besuchte er die Offiziersschule, zum 30. Januar 1944 wurde er zum SS-Obersturmführer befördert, was einem Oberleutnant der Wehrmacht entsprach. Er wurde insgesamt fünfmal verwundet, das letzte Mal einige Tage vor Kriegsende.
Er war der durch das Deutsche Reich während des Zweiten Weltkrieges am höchsten ausgezeichnete Norweger. Am 7. Dezember 1944 wurde er von Hitler persönlich mit dem Deutschen Kreuz in Gold ausgezeichnet, das er als einziger Norweger erhielt.
Nach dem Krieg wurde er in einem Wiener Krankenhaus gefangen genommen und verbrachte 18 Monate in verschiedenen Kriegsgefangenenlagern, zuletzt im Internierungslager Dachau, von wo ihm die Flucht gelang. Nach seiner Rückkehr nach Norwegen wurde er zu drei Monaten Gefängnis und Aberkennung der staatsbürgerlichen Rechte für zehn Jahre verurteilt. Nach seiner Entlassung zog er nach Schweden, wo er eine Büromaschinenfabrik leitete. Später lebte er nach eigener Aussage mehr als 30 Jahre in Spanien, unter anderem in Marbella. Er war über 50 Jahre mit einer Schwedin verheiratet.
Da er von Interpol als Kriegsverbrecher gesucht wurde, wurde er 1994 bei einer Geschäftsreise in die USA verhaftet und abgeschoben.
Im Juni 2007 berichtete die spanische Presse, dass er Kontakte zum NS-Kriegsverbrecher Aribert Heim gehabt habe. Jensen bestritt aber jeden Kontakt. 2009 wurde bekannt, dass Heim vermutlich schon 1992 in Ägypten verstorben war.
Jensen bestritt, an Kriegsverbrechen beteiligt gewesen zu sein und verteidigte bis ins hohe Alter den Nationalsozialismus. Quisling habe das beste Programm für Norwegen gehabt; dass die Alliierten Stalin halb Europa überlassen hätten sei ein Unglück. Er selbst sei aber kein Nazi mehr, damit sei er fertig.
Jensen starb im Alter von 90 Jahren in Schweden, im Krankenhaus von Ystad.